# Vêtements portés par Yi Dan-ha et sa femme
Les vêtements portés par Yi Dan-ha et son épouse sont l'un des biens culturels folkloriques importants de la Corée du Sud, le n°4 (ko)

## Histoire
Ces vêtements et accessoires de coiffure ont été portés par Yi Dan-ha (nom d'artiste : Oejae : 1625-1689), un fonctionnaire civil du milieu de la période Joseon, et son épouse. Yi Dan-ha était un disciple de Song Si-yeol et a passé l'examen de la fonction publique en 1662 (la troisième année du règne du roi Hyeonjong). Il finit sa carrière à un poste de conseiller d'état, l'un des postes les plus prestigieux de l'époque. Réputé pour son intégrité, il reçut le titre posthume de Munchung (qui signifie "apprentissage et loyauté") en reconnaissance de ses résultats universitaires et de sa loyauté.

## Description
Le couple Yi a laissé sept articles, dont un manteau appelé jungchimak, un vêtement de cérémonie, un jeogori matelassé, une ceinture en soie brodée d'un motif de phénix en or, un ruban pour les cheveux et une binyeo avec une gravure en forme de dragon à une extrémité. Un jungchimak est une sorte de pardessus qui était généralement porté sous l'uniforme officiel ou comme vêtement de dessus. Il ressemble à un durumagi (en), mais il est fabriqué en tissu de ramie et possède des manches larges mais pas de col. 
La tenue de cérémonie portée par la femme de Yi est verte, avec un large ourlet brodé de fils d'or sur les épaules et dans le bas. Son dos est plus long que son devant et ses manches sont larges et longues. Des bandes rouges et jaunes et une manchette blanche sont attachées à l'extrémité de chaque manche. Une gache (perruque) de 103 cm de long arrangée selon la coiffure de cérémonie était portée avec la tenue de cérémonie, ainsi que le ruban à cheveux violet, le binyeo en bronze doré et la ceinture rouge brodée d'un motif de phénix. La veste matelassée était portée pour tenir chaud à son porteur. Comme leurs propriétaires et leur période ont été clairement identifiés, ces objets sont considérés comme des matériaux importants pour l'étude de la culture vestimentaire du milieu de la période Joseon.